# البعث (رواية)
البعث (الروسية: Воскресение, Voskreseniye) رواية روسية للروائي الروسي ليو تولستوي وهي آخر رواية طويلة ينشرها في حياته كان نشرها في عام 1899 م.

## فحوى الرواية

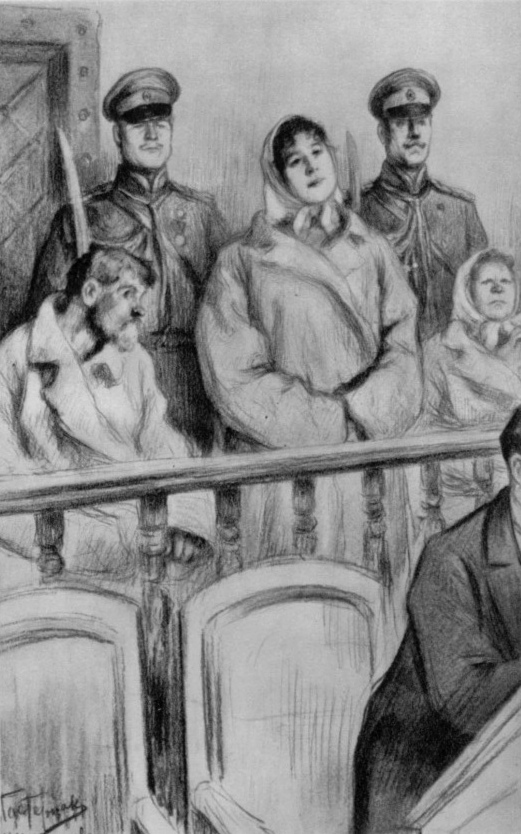
كاترين ماسلوفا وراء قفص الاتهام

يحكي تولستوي في هذه الرواية قصة النبيل ديمتري إيفان نيكليندوف، شاب روسي في متوسط العمر، ثري من طبقة النبلاء، لم تستيقظ أو يسطع الشر في داخله مبكراً، كان ينفق جل وقته إما في مساعدة الآخرين أو في تحصيل العلم. كان مستعد للتضحية بنفسه في سبيل القيام بعمل جميل، ولكن ما إن انضم إلى الحياة العسكرية التي يعتبرها تولستوي في ذلك العهد القيصري مدعاة للشر، حتى استيقظ بداخله أنا مختلفة. كان فيما مضى يرى ذاته كائناً معنوياً، أما الآن فأصبح ذلك الأنا حيوان جميل صحيح الجسم قوي البنية. كان من نتائج ذلك التغيير الجذري إقلاعه عن إيمانه بذاته ليؤمن بالآخرين، لأن إيمانه بنفسه لم يكن عسيراً عليه، فعندما يؤمن بنفسه لا بد له من البحث عن حلول لمشكلات كثيرة لغير صالح الأنا الحيوانية، وعندما يؤمن بالغير فلا مشاكل ولا حلول، إذ كل شيء لمصلحة الأنا المادي ضد الأنا المعنوي، وكانت الضحية لهذه الأنا هي كاترين ماسلوفا. كانت كاترين تقيم مع خالتيه في إحدى الضواحي، كان يلعب معها وينفق جل وقته معها كأخوين متحابين من الصغر. ولكنه حين عاد إليها بعد استيقاظ ذلك الكائن الحيوان، أطل الإنسان المادي من مكمنه طالباً بحقه، وهنا بدأت الجريمة التي يباركها ذلك المجتمع النبيل، حين أخذ منها ما أرادته أناه المادية، وترك لها ظرف به مبلغ صغير من المال. لم يفهم هذا الأمير الشاب أنه كان لكاترين هو المثال الأسمى للشاب الورع الذي يسعى لمساعدة الآخرين حتى لو كان ذلك على حساب نفسه. ماذا بمقدورها أن تفعل الآن أو بماذا تؤمن حين تجد ذلك الشاب النادر الوجود في هذا العالم لا يسعى إلا ما يطلبه من أنفقوا جل أوقاتهم في تلبية شهواتهم الحسية؟ كان من نتيجة ذلك الغرق في عالم لا يرحم، وقادها ذلك العالم إلى السجن متهمة بجريمة قتل. بعدها بسنوات طويلة، حين تخلى الأمير عن الحياة العسكرية وانضم للمحلفين في إحدى المحاكم، يتم إدخال فتاتين ورجل متهمين بجريمة قتل. كان النبيل ينظر إلى هذه المرأة باستغراب، ليس لجمالها الذي أثار انتباه كل من تطلع إليها، رغم ثيابها الرثة، بل لأنها هي كاترين التي تقاسم وإياها ذكريات الطفولة، واختتمها بفعلته الأنانية، والتي قادتها إلى بحر من الظلمات انتهت في قاعة المحكمة.

## اقتباسات
- فيلم أشياء ضد القانون بطولة محمود ياسين ومديحة كامل
- نحن نعيش مجددا we live again فيلم أمريكي إنتاج 1934 بطولة آنا ستين وفريدريك مارج.

## وصلات خارجية
- البعث على موقع الموسوعة البريطانية (الإنجليزية)